# Ben Cabango
Benjamin George Cabango (Cardiff, 30 maggio 2000) è un calciatore gallese di origini angolane, difensore dello Swansea City e della Nazionale gallese.

## Caratteristiche tecniche
È un difensore centrale forte fisicamente e abile nel gioco aereo. 

## Carriera

### Club
Swansea City
Cresciuto nel settore giovanile dello Swansea City, nel 2018 è stato ceduto in prestito semestrale ai The New Saints dove si è imposto come titolare collezionando 25 presenze fra campionato e coppe. Rientrato alla base nel mese di gennaio, ha trascorso sei mesi con la formazione Under-23 prima di venire promosso definitivamente in prima squadra la stagione seguente.
L'8 luglio 2020 segna il suo primo goal con la maglia dello Swansea City nella vittoria in trasferta per 1-3 contro il Birmingham City.  Durante la stagione 2020/2021 realizza quattro reti in Championship, confermando il suo vizio del goal e diventando un punto fermo per la difesa del club inglese.   Il 12 aprile 2024 scende in campo da capitano, segnando il goal vittoria nella trasferta contro il Sunderland.

### Nazionale
Ha giocato nelle nazionali giovanili gallesi Under-17, Under-19 ed Under-21.
Nel 2020 è stato convocato per la prima volta dalla nazionale gallese per disputare gli incontri di UEFA Nations League in programma il 3 ed il 6 settembre rispettivamente contro Finlandia e Bulgaria, facendo il proprio debutto proprio nel primo dei due match.

## Statistiche

### Presenze e reti nei club
Statistiche aggiornate al 18 novembre 2022.
| Stagione            | Squadra             | Campionato          | Campionato | Campionato | Coppe nazionali | Coppe nazionali | Coppe nazionali | Coppe continentali | Coppe continentali | Coppe continentali | Altre coppe | Altre coppe | Altre coppe | Totale | Totale |
| Stagione            | Squadra             | Comp                | Pres       | Reti       | Comp            | Pres            | Reti            | Comp               | Pres               | Reti               | Comp        | Pres        | Reti        | Pres   | Reti   |
| ------------------- | ------------------- | ------------------- | ---------- | ---------- | --------------- | --------------- | --------------- | ------------------ | ------------------ | ------------------ | ----------- | ----------- | ----------- | ------ | ------ |
| sett.-dic. 2018     | The New Saints      | WPL                 | 16         | 0          | CG+CdL          | 1+0             | 0               | UCL+UEL            | 2+4                | 0+1                | WFLCC       | 0           | 0           | 23     | 1      |
| gen.-giu. 2019      | Swansea City        | FLC                 | 0          | 0          | FACup+CdL       | 0               | 0               | -                  | -                  | -                  | -           | -           | -           | 0      | 0      |
| 2019-2020           | Swansea City        | FLC                 | 21+2       | 1          | FACup+CdL       | 0+3             | 0               | -                  | -                  | -                  | -           | -           | -           | 26     | 1      |
| 2020-2021           | Swansea City        | FLC                 | 30+3       | 4          | FACup+CdL       | 2+0             | 0               | -                  | -                  | -                  | -           | -           | -           | 35     | 4      |
| 2021-2022           | Swansea City        | FLC                 | 37         | 1          | FACup+CdL       | 0+2             | 0+1             | -                  | -                  | -                  | -           | -           | -           | 39     | 2      |
| 2022-2023           | Swansea City        | FLC                 | 18         | 1          | FACup+CdL       | 0+1             | 0               | -                  | -                  | -                  | -           | -           | -           | 19     | 1      |
| Totale Swansea City | Totale Swansea City | Totale Swansea City | 106+5      | 7          |                 | 8               | 1               |                    | -                  | -                  |             | -           | -           | 119    | 8      |
| Totale carriera     | Totale carriera     | Totale carriera     | 122+5      | 7          |                 | 9               | 1               |                    | 6                  | 1                  |             | 0           | 0           | 142    | 8      |

### Cronologia presenze e reti in nazionale
| Cronologia completa delle presenze e delle reti in nazionale ― Galles | Cronologia completa delle presenze e delle reti in nazionale ― Galles | Cronologia completa delle presenze e delle reti in nazionale ― Galles | Cronologia completa delle presenze e delle reti in nazionale ― Galles | Cronologia completa delle presenze e delle reti in nazionale ― Galles | Cronologia completa delle presenze e delle reti in nazionale ― Galles | Cronologia completa delle presenze e delle reti in nazionale ― Galles | Cronologia completa delle presenze e delle reti in nazionale ― Galles |
| Data                                                                  | Città                                                                 | In casa                                                               | Risultato                                                             | Ospiti                                                                | Competizione                                                          | Reti                                                                  | Note                                                                  |
| --------------------------------------------------------------------- | --------------------------------------------------------------------- | --------------------------------------------------------------------- | --------------------------------------------------------------------- | --------------------------------------------------------------------- | --------------------------------------------------------------------- | --------------------------------------------------------------------- | --------------------------------------------------------------------- |
| 3-9-2020                                                              | Helsinki                                                              | Finlandia                                                             | 0 – 1                                                                 | Galles                                                                | UEFA Nations League 2020-2021 - 1º turno                              | -                                                                     | 90+2’                                                                 |
| 8-10-2020                                                             | Londra                                                                | Inghilterra                                                           | 3 – 0                                                                 | Galles                                                                | Amichevole                                                            | -                                                                     | 46’                                                                   |
| 27-3-2021                                                             | Cardiff                                                               | Galles                                                                | 1 – 0                                                                 | Messico                                                               | Amichevole                                                            | -                                                                     |                                                                       |
| 29-3-2022                                                             | Cardiff                                                               | Galles                                                                | 1 – 1                                                                 | Rep. Ceca                                                             | Amichevole                                                            | -                                                                     |                                                                       |
| 25-9-2022                                                             | Cardiff                                                               | Galles                                                                | 0 – 1                                                                 | Polonia                                                               | UEFA Nations League 2022-2023 - 1º turno                              | -                                                                     |                                                                       |
| 28-3-2023                                                             | Cardiff                                                               | Galles                                                                | 1 – 0                                                                 | Lettonia                                                              | Qual. Euro 2024                                                       | -                                                                     | 90+4’                                                                 |
| 19-6-2023                                                             | Samsun                                                                | Turchia                                                               | 2 – 0                                                                 | Galles                                                                | Qual. Euro 2024                                                       | -                                                                     | 46’                                                                   |
| 6-6-2024                                                              | Faro                                                                  | Gibilterra                                                            | 0 – 0                                                                 | Galles                                                                | Amichevole                                                            | -                                                                     |                                                                       |
| 9-6-2024                                                              | Trnava                                                                | Slovacchia                                                            | 4 – 0                                                                 | Galles                                                                | Amichevole                                                            | -                                                                     |                                                                       |
| 11-10-2024                                                            | Reykjavík                                                             | Islanda                                                               | 2 – 2                                                                 | Galles                                                                | UEFA Nations League 2024-2025 - 1º turno                              | -                                                                     | 76’                                                                   |
| 14-10-2024                                                            | Cardiff                                                               | Galles                                                                | 1 – 0                                                                 | Montenegro                                                            | UEFA Nations League 2024-2025 - 1º turno                              | -                                                                     |                                                                       |
| 19-11-2024                                                            | Cardiff                                                               | Galles                                                                | 4 – 1                                                                 | Islanda                                                               | UEFA Nations League 2024-2025 - 1º turno                              | -                                                                     |                                                                       |
| Totale                                                                |                                                                       | Presenze                                                              | 12                                                                    |                                                                       | Reti                                                                  | 0                                                                     |                                                                       |